# Fréhel
Marguerite Boulch (13 de julio de 1891 - 3 de febrero de 1951), más conocida como Fréhel, fue una legendaria cantante y actriz francesa que marcó el período de entreguerras. Fue también símbolo de la canción realista y precedió a Damia, Lucienne Boyer, Lys Gauty y sobre todo, a Édith Piaf.

## Biografía
Hija de un portero de origen bretón, fue criada en los barrios populares de París. Ya a los quince años comenzó a desempeñarse como vendedora puerta a puerta, hecho que le permitió conocer a La Bella Otero, artista reconocida de la época, quien vio en ella un talento especial y una voz particular, proponiéndole cantar bajo el nombre de Pervenche.
Su repertorio "realista" comenzó a ser popular entre 1908 y 1910, fecha que coincide con la de su casamiento con Robert Hollard (alias Roberty), un joven comediante amateur de music-hall que conoció en la taberna del teatro Olympia. La pareja tendría luego un hijo que fallecería prematuramente, y más tarde su pareja la abandonaría por Damia, actriz y cantante francesa que lograría fama mundial.
Fréhel establece a continuación una breve relación con el célebre Maurice Chevalier, quien desaprueba su adicción a la cocaína y decide dejarla por la famosa Mistinguett.
Embelesada por el éxito, Fréhel (cuyo nombre deviene del cabo bretón del mismo nombre) huye de una vida sentimental desastrosa y se hunde en los vicios del alcohol y las drogas, y deja Francia con rumbo a Europa del Este y Turquía, desde donde en 1923 sería repatriada en un estado lamentable por la embajada francesa. 
En 1925, la inolvidable inolvidada retorna a las tablas del Olympia para el deleite de un público que no se cansa de sus coplas realistas.
Su físico irreconocible (con un considerable aumento de peso) le abre, paradójicamente, las puertas del cine. Vuelve a la fama con Cœur de lilas en 1931, La mome caoutchouc en 1932 con Jean Gabin, Le Roman d'un tricheur de Sacha Guitry en 1935 y Pépé le Moko en 1936. 
En 1950, Robert Giraud y Pierre Mérindol invitarán a Fréhel a presentarse frente al público parisino en una antigua sala de baile, Les Escarpes, situada cerca de la plaza Contrescarpe. Esas serían las últimas apariciones públicas de la cantante.
Nunca lograría superar sus dramas pasados, y el 3 de febrero de 1951 Fréhel fallece en una sórdida habitación de un hotel de paso. 
Una importante muchedumbre acudiría a su entierro. Fue inhumada en el cementerio de Pantin.
En 1992, Emmanuel Hubaut, Eduardo Leal de la Gala y Etienne Daho le rindieron un homenaje con el álbum Ma Grand-mère est une rockeuse (Island Polygram / Bouch Prod).
En el 2001, la canción Si tu n'étais pas là de Fréhel, es utilizada en la banda sonora de la famosa película Le Fabuleux destin d'Amélie Poulain.

## Algunas de sus canciones más conocidas
- C'est un mâle (1933)[5]
- Chanson tendre (1935)[6]
- La Valse à tout le monde (1936)
- Le Fils de la femme poisson (1936)
- Les filles qui la nuit (1936)
- Tel qu'il est (1936)[7]
- C'est un petit bal musette (1936)
- L'Amour des hommes (1938)
- La Chanson des fortifs (1938)
- La Môme Catch-catch (1938)
- Si tu n'étais pas là (1933-1939)[8]
- La der des der (1939)
- La Java bleue (1939)[9]

## Películas
- 1949: Maya: Notre Mère
- 1949: Un homme marche dans la ville: la femme de Buck
- 1947: L'Homme traqué: la mère Tout le Monde
- 1941: L'Enfer des anges: la femme Sulpice
- 1940: L'Entraîneuse: la chanteuse
- 1939: Berlingot et compagnie: Bohemia
- 1939: Une java : la patronne du bar
- 1938: La Maison du Maltais: Rosina
- 1938: Le Puritain
- 1938: La Rue sans joie: Henriette
- 1937: Pépé le Moko: Tania
- 1937: L'Innocent
- 1936: Le Roman d'un tricheur: Redhead (chanteuse)
- 1936: Gigolette: la chanteuse
- 1934: Amok: chanteuse du cabaret
- 1934: La Rue sans nom
- 1932: Cœur de lilas: la Douleur

## Discografía
- Fréhel. Suave, 2002.